# David Møller
David Møller (født 1980) er en dansk atlet som stiller op for Aalborg AM var tidligere i AGF.
David Møller vandt bronze ved DM på maraton 2004 og sølv ved inde-DM på 1500 2011.

## Danske mesterskaber
- Sølv 2011 1500 meter-inde 4,08,64
- Bronze 2004 Maraton 2.24.13